# Coupe de Tunisie de football 1979-1980
Navigation
Coupe de Tunisie 1978-1979 Coupe de Tunisie 1980-1981
La coupe de Tunisie de football 1979-1980 est la 24e édition de la coupe de Tunisie depuis 1956, et la 49e en tenant compte des éditions jouées avant l'indépendance. Elle est organisée par la Fédération tunisienne de football (FTF).
La finale oppose les deux grands clubs de Tunis : le Club africain qui vient de remporter le championnat et son dauphin, l'Espérance sportive de Tunis. Cette dernière, dirigée par Mokhtar Tlili, réussit à dominer son adversaire et à conserver son trophée. À noter le score fleuve obtenu par le Stade tunisien contre La Palme sportive de Tozeur (12-1) lors des huitièmes de finale.

## Résultats

### Troisième tour éliminatoire
- Étoile sportive de Radès - Olympique de Béja : 1 - 0
- Club olympique des transports - Club sportif hilalien : 2 - 0
- Étoile sportive de Métlaoui - Union sportive de Bousalem : 1 - 0
- Union sportive de Siliana - Jendouba Sports : 7 - 1
- Vague sportive de Menzel Abderrahmane - Stade sportif de Meknassy : 3 - 1
- El Makarem de Mahdia - Avenir sportif de Kasserine : 5 - 2
- Jeunesse sportive d'El Omrane - Union sportive ksibienne (Ksibet el-Médiouni) : 4 - 0
- Stade soussien - STIA Sousse : 2 - 0
- Croissant sportif de Redeyef - Gazelle sportive de Bekalta : 2 - 1
- Club sportif de Makthar - Espoir sportif de Hammam Sousse : 4 - 1
- Stade sportif sfaxien - Association Mégrine Sport : 2 - 2 (t.a.b. : 5 - 4)
- Enfida Sports - Club sportif de Korba : 1 - 0
- Club sportif des cheminots - Olympique de Médenine : 2 - 0
- Grombalia Sports - Union sportive monastirienne : 2 - 1
- Stade africain de Menzel Bourguiba - Association sportive de Djerba : 2 - 1
- La Palme sportive de Tozeur - Mine sportive de Métlaoui : 1 - 0
- Étoile sportive de Béni Khalled - Sporting Club de Ben Arous : 1 - 1 (ESBK aux tirs au but)

### Seizièmes de finale
Trente équipes participent à ce tour, les 17 qualifiés du tour précédent et treize clubs de la division nationale. Les matchs sont joués le 20 janvier 1980.
| Équipe 1                           | Équipe 2                              | Score 90'         | Score 120' | Tirs au but            |
| ---------------------------------- | ------------------------------------- | ----------------- | ---------- | ---------------------- |
| Avenir sportif de La Marsa         | Étoile sportive de Métlaoui           | 1 - 0             |            |                        |
| Club athlétique bizertin           | Club olympique des transports         | 2 - 2             | 2 - 2      | 4 - 3                  |
| Espérance sportive de Tunis        | -                                     | Qualifié d'office |            |                        |
| Sfax railway sport                 | Union sportive de Siliana             | 1 - 1             | 1 - 1      | Qualification du SRS   |
| Jeunesse sportive kairouanaise     | Vague sportive de Menzel Abderrahmane | 3 - 2             |            |                        |
| El Makarem de Mahdia               | Jeunesse sportive d'El Omrane         | 1 - 0             |            |                        |
| Club sportif sfaxien               | Étoile sportive du Sahel              | 1 - 0             |            |                        |
| Club sportif de Menzel Bouzelfa    | Stade soussien                        | 2 - 0             |            |                        |
| Stade tunisien                     | Croissant sportif de Redeyef          | 1 - 1             | 3 - 1      |                        |
| Club sportif de Makthar            | Stade sportif sfaxien                 | 2 - 0             |            |                        |
| Club africain                      | Olympique du Kef                      | 5 - 0             |            |                        |
| Océano Club de Kerkennah           | Étoile sportive de Radès              | 2 - 2             | 2 - 2      | Qualification de l'OCK |
| Enfida Sports                      | Club sportif des cheminots            | 2 - 1             |            |                        |
| Club sportif de Hammam Lif         | Grombalia Sports                      | 1 - 0             |            |                        |
| Stade africain de Menzel Bourguiba | Stade gabésien                        | 2 - 1             |            |                        |
| La Palme sportive de Tozeur        | Étoile sportive de Béni Khalled       | 1 - 0             |            |                        |

### Huitièmes de finale
| Date            | Équipe 1                    | Équipe 2                           | Score 90' | Score 120' | Tirs au but |
| --------------- | --------------------------- | ---------------------------------- | --------- | ---------- | ----------- |
| 24 février 1980 | Club sportif de Makthar     | Jeunesse sportive kairouanaise     | 2 - 1     |            |             |
| 24 février 1980 | Club africain               | Club sportif sfaxien               | 2 - 2     | 3 - 2      |             |
| 24 février 1980 | Enfida Sports               | Océano Club de Kerkennah           | 1 - 0     |            |             |
| 24 février 1980 | Sfax railway sport          | Club sportif de Hammam Lif         | 0 - 0     | 0 - 0      |             |
| 6 mars 1980     | Club sportif de Hammam Lif  | Sfax railway sport                 | 1 - 0     |            |             |
| 24 février 1980 | Avenir sportif de La Marsa  | Club sportif de Menzel Bouzelfa    | 2 - 0     |            |             |
| 24 février 1980 | Club athlétique bizertin    | Stade africain de Menzel Bourguiba | 4 - 0     |            |             |
| 24 février 1980 | El Makarem de Mahdia        | Espérance sportive de Tunis        | 1 - 1     | 1 - 1      |             |
| 6 mars 1980     | Espérance sportive de Tunis | El Makarem de Mahdia               | 2 - 0     |            |             |
| 24 février 1980 | Stade tunisien              | La Palme sportive de Tozeur        | 12 - 1    |            |             |

### Quarts de finale
| Date         | Équipe 1                   | Équipe 2                    | Score 90' | Score 120' | Tirs au but |
| ------------ | -------------------------- | --------------------------- | --------- | ---------- | ----------- |
| 23 mars 1980 | Club africain              | Stade tunisien              | 2 - 1     |            |             |
| 23 mars 1980 | Avenir sportif de La Marsa | Club sportif de Hammam Lif  | 1 - 1     | 2 - 1      |             |
| 23 mars 1980 | Club sportif de Makthar    | Club athlétique bizertin    | 1 - 1     | 1 - 1      |             |
| 27 mars 1980 | Club athlétique bizertin   | Club sportif de Makthar     | 1 - 0     |            |             |
| 23 mars 1980 | Enfida Sports              | Espérance sportive de Tunis | 2 - 2     | 2 - 4      |             |

### Demi-finales
| Date          | Équipe 1                    | Équipe 2                 | Score 90' |
| ------------- | --------------------------- | ------------------------ | --------- |
| 20 avril 1980 | Avenir sportif de La Marsa  | Club africain            | 1 - 2     |
| 20 avril 1980 | Espérance sportive de Tunis | Club athlétique bizertin | 3 - 1     |

### Finale
| Date        | Équipe 1                    | Équipe 2      | Score 90' | Score 120' |
| ----------- | --------------------------- | ------------- | --------- | ---------- |
| 24 mai 1980 | Espérance sportive de Tunis | Club africain | 2 - 0     |            |

Les buts de la finale sont marqués par Abdelmajid Gobantini (33e min) et Hassen Feddou (54e min). L'arbitre Aissaoui Boudabbous dirige la rencontre, secondé par Hafedh Haj Hmida et Habib Mimouni.
Les formations alignées sont :
- Espérance sportive de Tunis (entraîneur : Mokhtar Tlili) : Kamel Karia - Montassar Ben Ousman, Lassâad Dhiab, Abdelhamid Kenzari, Khaled Ben Yahia, Mohamed Ben Mahmoud, Lotfi Laâroussi, Adel Latrech (puis Fethi Trabelsi), Temime Lahzami, Abdelmajid Gobantini, Hassen Feddou (puis Kamel Soltani)
- Club africain (entraîneur : André Nagy) : Mokhtar Naili - Adel Mouelhi, Moncef Chargui, Lotfi Ben Khedher, Kamel Chebli, Mohamed Ali Ben Moussa, Ridha Boushih, Béchir Bach Hamba (puis Habib Gasmi), Moncef Khouini, Hédi Bayari, Hassen Khalsi

## Meilleur buteur
Hédi Bayari, meilleur buteur du championnat, s'illustre également en coupe en marquant cinq buts. 